# Българско военно гробище (Старавина)
Българското военно гробище в Старавина е създадено по време на Първата световна война.